# Diosma fallax
Diosma fallax är en vinruteväxtart som beskrevs av I. Williams. Diosma fallax ingår i släktet Diosma och familjen vinruteväxter. Inga underarter finns listade i Catalogue of Life.